# Hooiberg
Hooiberg är ett berg i Aruba (Kungariket Nederländerna). Det ligger i den centrala delen av landet, 6 km nordost om huvudstaden Oranjestad. Toppen på Hooiberg är 165 meter över havet. Det är det nästa högsta berget på Aruba (efter Sero Jamanota).